# Eulophia macaulayi
Eulophia macaulayi är en orkidéart som beskrevs av Victor Samuel Summerhayes. Eulophia macaulayi ingår i släktet Eulophia och familjen orkidéer. Inga underarter finns listade i Catalogue of Life.